# Ronald Levy
Ronald Levy (Westmoreland, 30 ottobre 1992) è un ostacolista giamaicano.

## Biografia
Ai Giochi del Commonwealth del 2018 ha vinto la medaglia d'oro nei 110 metri ostacoli, mentre ai Giochi olimpici di Tokyo 2020 ha conquistato la medaglia di bronzo dietro al connazionale Hansle Parchment e allo statunitense Grant Holloway.

## Palmarès
| Anno | Manifestazione          | Sede       | Evento             | Risultato  | Prestazione | Note                                     |
| ---- | ----------------------- | ---------- | ------------------ | ---------- | ----------- | ---------------------------------------- |
| 2017 | Mondiali                | Londra     | 110 m hs           | Batteria   | dnf         |                                          |
| 2018 | Mondiali indoor         | Birmingham | 60 m hs            | Semifinale | 7"62        |                                          |
| 2018 | Giochi del Commonwealth | Gold Coast | 110 m hs           | Oro        | 13"19       |                                          |
| 2019 | World Relays            | Yokohama   | Staffetta hs mista | Finale     | dns         |                                          |
| 2019 | Mondiali                | Doha       | 110 m hs           | Semifinale | dq          |                                          |
| 2021 | Giochi olimpici         | Tokyo      | 110 m hs           | Bronzo     | 13"10       |                                          |
| 2022 | Mondiali indoor         | Belgrado   | 60 m hs            | Batteria   | 7"75        | Miglior prestazione personale stagionale |

## Altre competizioni internazionali
2017
- Oro al Meeting de Paris ( Parigi), 110 m hs - 13"05

2018
- Oro al Meeting de Paris ( Parigi), 110 m hs - 13"18
- Oro in Coppa continentale ( Ostrava), 110 m hs - 13"12

2021
- Oro al British Grand Prix ( Gateshead), 110 m hs - 13"22